# 超级联赛方程式

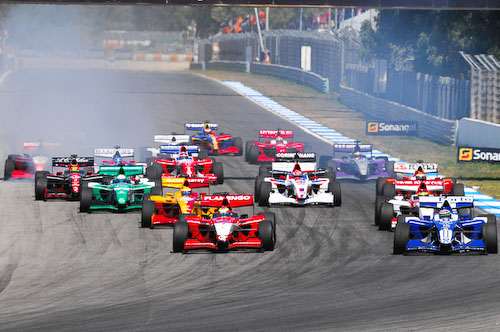
超级联赛方程式賽事。

超级联赛方程式（Superleague Formula，简称SF）是一项新创办的赛车比赛，创建于2008年7月，是第一个由世界顶级足球俱乐部参加的赛车比赛。第一站比赛于2008年8月31日在英格兰多宁顿公园赛道举行。该赛事的参赛车队全部由足球俱乐部赞助，首届比赛参赛俱乐部一共18支，包括意大利AC米兰、英格兰利物浦等多支著名俱乐部，而来自中国的北京国安足球俱乐部也参加了第一年的比赛，并夺得总冠军。

## 赛事筹办
该项赛事筹划于2005年，历经两年的市场调研，赛事组织者认为“无论是车迷还是球迷，都会支持这项赛事”，于是在2007年4月，意大利AC米兰，荷兰埃因霍温、希腊奥林匹亚克斯三家俱乐部率先加入超级联赛方程式赛车，三个月后德国多特蒙德、比利时安德莱赫特和巴西弗拉门戈也决定参与其中，另外一支在2007年加入比赛的俱乐部是瑞士巴塞尔。
2008年初，葡萄牙波尔图、西班牙塞维利亚、巴西科林西安、土耳其加拉塔萨雷和苏格兰格拉斯哥流浪者也决定加入，超级联赛方程式的参赛球队达到了12支。随后来自亚洲的俱乐部阿联酋阿尔-艾因和中国北京国安的加盟为比赛增添了新的看点，最后一批入围的俱乐部包括意大利罗马、英格兰托特纳姆热刺和利物浦以及来自西班牙的马德里竞技。
超级联赛方程式赛车并不强行要求参与的俱乐部提供经济上的支持，但是要求各俱乐部为自己的赛车及车手提供车身彩绘、标志使用、着装设计等一系列后勤支持，同时还要求各俱乐部用创新的方式开拓球迷和车迷市场。赛事的最终目标是通过会员俱乐部“投入并争胜（In it and win it）” 的不懈努力创造“完美的赛车比赛（Beautiful Race）”。

## 赛车技术
超级联赛方程式参赛车辆由主办方统一提供，目前发动机采用的是梅纳尔兹竞技技术工程公司（Menard Competition Technologies Limited (MCT)）所提供的产品，而车身结构则由雅伦赛车科技公司（Elan otorsports Technologies）负责提供支持。
目前赛车规格统一，发动机为4.2升，v12，最大输出为750马力，整车的最高时速可达200公里。

## 俱乐部的筹备

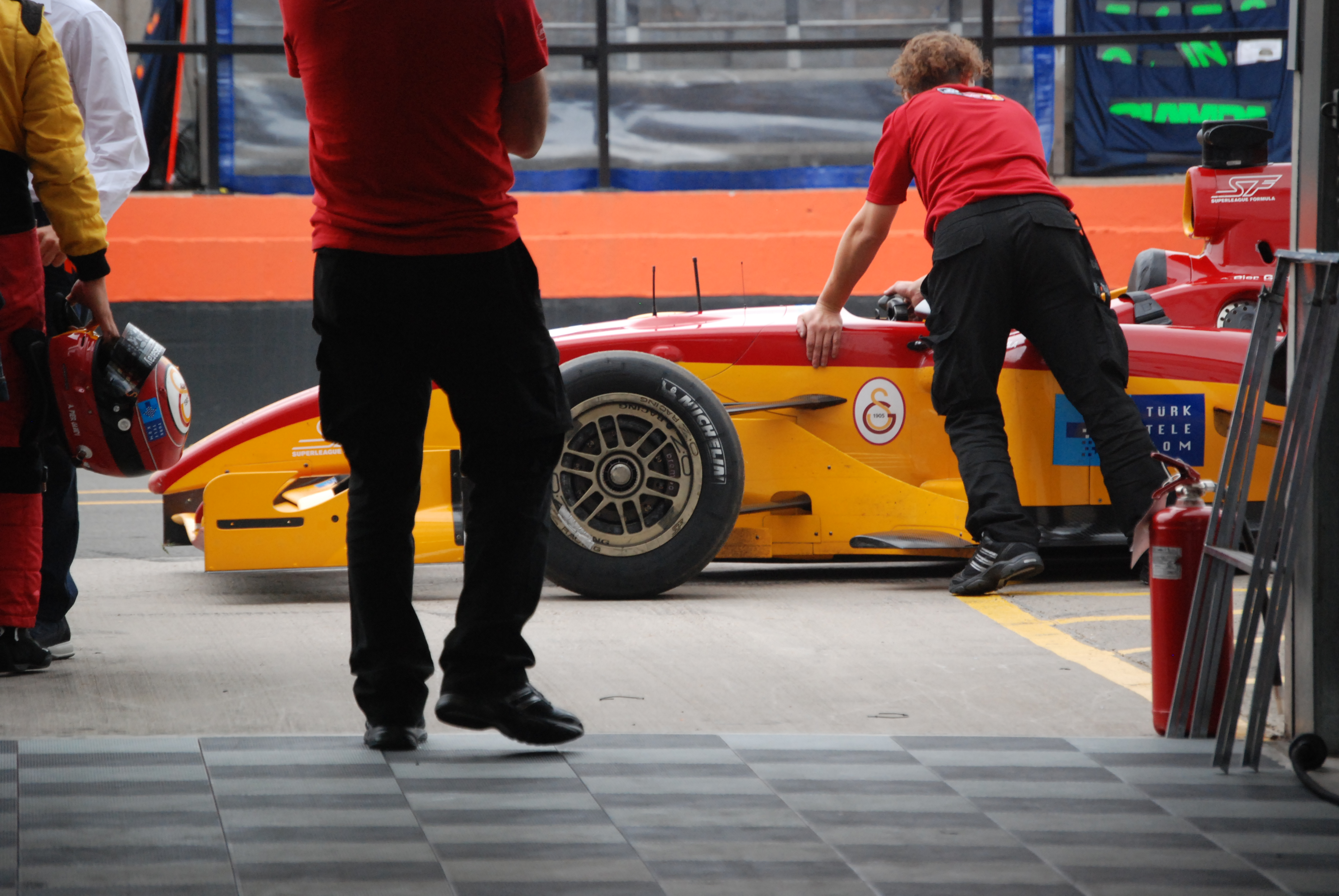
2008年加拉塔萨雷赛车

为了参加首届比赛，各个俱乐部都做了充分的准备。其中AC米兰是最为积极的一家，他们在2007年4月第一个发布了自己的赛车，而且还邀请了前F1红牛车队车手多恩伯斯为其签约车手，同时多位米兰球员也参加了发布仪式，包括马尔蒂尼、罗纳尔多、西多夫和卡福等，而巴雷西则亲自出席车队的首场比赛。
意大利罗马俱乐部也对赛事投入了很高的热情，俱乐部与F1车手詹卡洛·费斯切拉合作对比赛进行了筹备。费斯切拉作为罗马人对罗马俱乐部提供了有力的支持，他将自己名下的GP2“费斯切拉车队”提供给俱乐部参加比赛。此外，土耳其加拉塔萨雷俱乐部则得到了该国汽联的全力支持，该国汽联主席甚至令自己的儿子代表球队出赛。

## 中国俱乐部的参与
中国足球超级联赛俱乐部北京国安受邀成为首支加入比赛的亚洲俱乐部。国安俱乐部同多特蒙德俱乐部一起与德国Zakspeed赛车机构合作参加比赛。车手方面，俱乐部选择了赛会推荐的意大利年轻车手，只有22岁的达维德·里贡，而由于赛会规定每个车队必须拥有一名本国车手，所以国安俱乐部选择了一名中国人作为自己的试车手，同时将自己的赛车命名为“绿色狂飙”。俱乐部车队在超级联赛方程式的首场分站赛中夺得冠军，并且在随后的比赛中积分一直处于领先，最终在赛季结束时以413分的总成绩成为超级联赛方程式历史上第一个总冠军。赛后，中信国安集团公司对俱乐部能够取得这样的成绩给予了较高的评价。
由于第一年度超级联赛方程式的比赛竞争激烈，具备了一定的影响力，2009年的比赛预计会有更多的俱乐部参与。而中超联赛上海申花足球俱乐部很有可能成为另外一支参赛的中国足球俱乐部。